# Embriología experimental
La embriología experimental es aquella rama de la embriología que estudia el desarrollo embrionario a través de su perturbación experimental. Tradicionalmente ha estado ligada a la teratología.
La embriología experimental es una disciplina fundamental tanto en biología del desarrollo como en biología evolutiva del desarrollo.

## Historia de la embriología experimental
La embriología experimental se desarrolló en Alemania a finales del siglo XIX con el nombre de Entwicklungsmechanik ("mecánica del desarrollo"). Los principales representantes de esta corriente fueron Wilhelm His, Laurent Chabry, Oscar Hertwig, Wilhelm Roux, Hans Driesch, Curt Herbst y Theodor Boveri. 
Más adelante, la escuela americana liderada por Edmund Beecher Wilson y Thomas Hunt Morgan.
- Datos: Q5830675